# 雪中相合傘
「雪中相合傘」（せっちゅうあいあいがさ）は、2020年1月1日に発売された伍代夏子のシングル。

## 解説
- 2021年7月21日には本曲を劇化した「歌謡劇 雪中相合傘-科白編-」が発売された。

## 収録曲

### 通常盤
- 全曲作詞：池田充男／作曲：弦哲也／編曲：南郷達也

1. 雪中相合傘 (4分27秒)
2. 拝啓 男どの (4分41秒)
3. 雪中相合傘（オリジナル・カラオケ）
4. 雪中相合傘（半音下げ オリジナル・カラオケ）
5. 拝啓 男どの（オリジナル・カラオケ）
6. 拝啓 男どの（半音下げ オリジナル・カラオケ）

### お得盤（期間生産限定盤）
1. 雪中相合傘
2. 拝啓 男どの
3. 夜桜迷い子
4. 夜明け坂
5. 雪中相合傘（オリジナル・カラオケ）
6. 雪中相合傘（半音下げ オリジナル・カラオケ）
7. 拝啓 男どの（オリジナル・カラオケ）
8. 拝啓 男どの（半音下げ オリジナル・カラオケ）
9. 夜桜迷い子（オリジナル・カラオケ）
10. 夜明け坂（オリジナル・カラオケ）